# آغا إبراهيم أكرم
آغا علي إبراهيم أكرم (أيلول 1923 - 4 آذار 1989) المعروف باسم أ. أ. أكرم، كان قائدًا باكستانيًا سابقًا برتبة ثلاث نجوم [الإنجليزية]، واستراتيجيًا عسكريًا، ومؤرخًا، ودبلوماسيًا، وواحدًا من أكثر المؤرخين العسكريين تأثيرًا في باكستان. في ثمانينيات القرن العشرين، كان أكرم خبيرًا دفاعيًّا ومحللًا دفاعيًّا معروفًا. كان عمله الأكثر شهرة هو سيرة خالد بن الوليد، سيف الله، الذي نشره أثناء خدمته في الجيش الباكستاني. لمدة عدة سنوات، كان من المقرر قراءته إلزاميًا في الجيش الباكستاني للقبول في كلية القيادة والأركان في كويتا [الإنجليزية] وكان ضمن منهج القيادة في الجيش الماليزي. كان يُنظر إلى أكرم في السابق باعتباره أحد المقربين والمستشارين المفاهيميين للرئيس ضياء الحق.
شغل عدة مناصب رئيسية بما في ذلك الممثل العسكري الدائم لباكستان لدى القيادة المركزية الأمريكية.
أهدى أكرم كتبه "الفتح الإسلامي لمصر وشمال أفريقيا" إلى ابنه الحسن، و"الفتح الإسلامي لإسبانيا" إلى ابنه مسعود، و"الصقر القريشي: عبد الرحمن المهاجر الإسباني" إلى أخيه محمود، و "نهضة قرطبة" إلى زوجته الراحلة لوجي. كان يجيد اللغة الأردية، والإنجليزية، والفارسية، والعربية، والإسبانية، وتعلم اللغتين الأخيرتين لأغراض البحث.
طوال ثمانينيات القرن العشرين، كان أكرم صريحًا في معارضته للأسلحة النووية، واقترح أن تستخدم باكستان وغيرها من البلدان النامية مواردها لتوليد الطاقة النووية. وتوقع أنه بحلول نهاية القرن العشرين، لن يكون هناك سوى حوالي 10 دول تمتلك أسلحة نووية.

## الحياة المُبكرة
وُلِد آغا علي إبراهيم أكرم في لوديانا في 22 أيلول 1923، وكان والده ضابط شرطة هنديًا. تخرج أكرم من الكلية الحكومية في لاهور عام 1942 وانضم إلى الجيش الهندي البريطاني. كان شقيق أكرم، آغا مسعود أكرم، لواءً في الجيش الباكستاني.

## ملحوظات
1. ↑  بالأردية: آغا علی ابراہیم اکرم